# Jean Auguste Chauvin de Bois-Savary
Pour les articles homonymes, voir Chauvin.
Jean Auguste Armand Chauvin de Bois-Savary est un homme politique français né le 13 décembre 1769 à Argenton-Château (Deux-Sèvres) et mort le 18 février 1834 à Saint-Martin-de-Sanzay (Deux-Sèvres).

## Biographie
Entré dans l'armée sous la Révolution, il est capitaine de cavalerie jusqu'en l'an VI. Il est ensuite administrateur du département des Deux-Sèvres, puis conseiller d'arrondissement de Bressuire en 1806. Il est député des Deux-Sèvres de 1813 à 1816 et siège sous la Restauration dans la majorité de la Chambre introuvable.

## Sources
- « Jean Auguste Chauvin de Bois-Savary », dans Adolphe Robert et Gaston Cougny, Dictionnaire des parlementaires français, Edgar Bourloton, 1889-1891 [détail de l’édition]